# Постчёрное искусство
Постчёрное искусство (англ. Post-black art) ― направление в современном афроамериканском искусстве. 
Представляет собой довольно парадоксальный жанр, в рамках которого раса и расизм переплетаются таким образом, что их взаимодействие отвергается. Иными словами, посыл постчёрного искусства заключается в том, что традиционное представление о расе рассеивается, а раса становится чем-то незначительным. В постчёрном искусстве популярны темы, где афроамериканцы могут выступать в роли белых. 

## Обзор
Авторство термина «постчёрное искусство» приписывается Дебре Дикерсон, которая предложила его в своей книге «Конец черноты», опубликованной в 1995 году. По другой версии, его автором на самом деле является Тельма Голден, которая утверждала, что ввела его в оборот в конце 1990-х вместе со своим другом, художником Гленном Лигоном. В 2001 году Голден изложила развёрнутое описание термина в каталоге выставки Музея-студии в Гарлеме под названием «Фристайл». Фристайл был выставкой, в которой приняли участие двадцать восемь начинающих художников афроамериканского происхождения. Голден определяла постчёрное искусство как то, что объединяет работы художников, которые «непреклонны в отношении того, чтобы их не называли "чёрными художниками", хотя их произведения направлены на переосмысление комплексного понятия черноты»; « все эти художники пост-баскийцы и пост-биггианцы. Они охватывают дихотомии высокого и низкого, внутреннего и внешнего, традиции и инновации, с большой лёгкостью и изяществом». Лора Мейерс интерпретирует постчёрное искусство как «совокупность ультрасовременных произведений, которые не определяются как афроамериканское искусство». Голден заявляла о своей заинтересованности в том, чтобы попытаться устранить некоторые негативные ассоциации с фразой «чёрное искусство», а обратить внимание на разнообразие художников африканского происхождения. В каталоге выставки Голден провозгласила: «Постчёрный ― новый чёрный».
Согласно Голден, постчёрное искусство ― это самовыражение представителей молодого поколения художников, входивших в движение за гражданские права, которые ищут особый язык, с помощью которого они могут проявить свои художественные интересы и идентичность. Поскольку художники африканского происхождения исторически были маргинализованы и находились вне общего дискурса истории западного искусства, у афроамериканцев не было своего единого стиля или школы в искусстве. «Постчёрными» называют художников разного происхождения и стиля, объединённых в своём стремлении показать жизненный опыт человека африканского происхождения.
В то время как понятие «постчёрный» пытается избежать каких-либо ярлыков, оно служит этническим маркером. Некоторые критики, в частности Дэвид Хэммонс, придираются к этой терминологии, утверждая, что «расизм ― это реальность, и многие художники, пережившие его последствия, считают, что музей [в Гарлеме] продвигает своего рода искусство ― модное, постмодернистское, международное, ― которое превратило это культурное учреждение в «бутик» или «кантри-клаб». Голден даже однажды заявила, что «постчёрность» ― это одновременно «и пустой социальный конструкт, и реальность со своей историей».
Среди художников, представленных на Фристайле в Музее-студии в Гарлеме ― Кори Ньюкирк, Лейла Али, Эрик Уэсли, Сенам Окудзето, Дэвид Маккензи, Сьюзан Смит-Пинело, Санфорд Биггерс, Луи Кэмерон, Дебора Грант, Рашид Джонсон, Арнольд Кемп, Джули Мерету, Марк Брэдфорд и Дженни С. Джонс.